# Santa Cruz do Piauí
Santa Cruz do Piauí is een gemeente in de Braziliaanse deelstaat Piauí. De gemeente telt 5.969 inwoners (schatting 2009).